# 女婿大人
女婿大人，是由2001年4月12日開始播放的富士電視台連續劇。第二季在2003年播出。主角長瀨智也。

## 故事大綱
櫻庭裕一郎（長瀨智也飾演）是風靡全日本的年輕歌手，被選為「希望能被他擁抱No.1」的稱號，迷倒萬千少女……但是這個當紅的大明星在現實生活中竟是一個滿口大阪腔、邋遢、老土的住家男人。 
演出時裕一郎需要改變本身的形象迎合媒體和粉絲們的口味，讓自己身心俱疲，直到遇見了21歲的櫻子（竹內結子飾演），她從不把裕一郎當作公眾人物，兩人之間的自然相處總讓裕一郎如沐春風。因為裕一郎自少便失去父母，所以希望能與櫻子建立一個「世界上最溫暖的家」。 
交往過後裕一郎決定與櫻子求婚，然而，櫻子一家七口面對這位大明星準女婿卻是目瞪口呆，裕一郎就更被櫻子的父親所厭惡，如果要與櫻子結婚，就必須答應一個條件——入贅為到府女婿。

## 演員
| 角色       | 年齡 | 演員       | 香港配音 |
| ---------- | ---- | ---------- | -------- |
| 櫻庭裕一郎 | 23   | 長瀨智也   | 陳卓智   |
| 新井櫻     | 21   | 竹內結子   | 陳凱婷   |
| 新井真澄   | 64   | 宇津井健   | 陳曙光   |
| 新井あずさ | 33   | 鈴木杏樹   | 雷碧娜   |
| 新井さつき | 29   | 篠原涼子   | 鄭麗麗   |
| 新井努     | 7    | 神木隆之介 | 劉惠雲   |
| 武山亮     | 17   | 相葉雅紀   | 梁偉德   |
| 箱崎乙彥   | 39   | 段田安則   | 招世亮   |

## 主題曲
主題歌：松任谷由実「7 TRUTHS 7 LIES〜ヴァージンロードの彼方で」(七個真實 七個謊言〜紅地毯的那一端)
劇中歌：桜庭裕一郎「ひとりぼっちのハブラシ」

## 獲獎
第29回日劇學院賞最佳男主角：長瀬智也

## 外部連結
- 女婿大人（页面存档备份，存于）